# Kobato.
Kobato. (こばと。?) è un manga delle CLAMP. È stato inizialmente pubblicato nel 2005 dalla Shogakukan sulla rivista Monthly Sunday GX, e dopo un periodo di interruzione è passato alla rivista Newtype della Kadokawa Shoten l'anno successivo. In Italia i diritti sono stati acquistati dalla J-Pop che ha pubblicato tutti i sei volumi di cui si compone l'opera.
La serie animata omonima, trasmessa in Giappone da ottobre 2009 a marzo 2010, è stata prodotta da Madhouse e supervisionata da Nanase Ōkawa. Kobato. è apparsa per la prima volta in una sequenza animata in realtà già nel video musicale CLAMP in Wonderland 2 del 2007, in cui oltre la protagonista Kobato Hanato compare la sua mascotte Ioryogi.

## Trama
Kobato è una misteriosa ragazzina molto dolce e spensierata, ma anche estremamente innocente e sprovveduta riguardo al mondo intorno a lei. La sua "missione" è quella di riempire una misteriosa bottiglietta di konpeitō, ossia confetti simili a stelle di zucchero, che compaiono ogni qual volta la ragazzina riesce a sollevare l'animo di qualcuno da una qualche sofferenza. Solo compiendo questa missione il suo desiderio di riuscire a raggiungere un misterioso posto potrà essere realizzato.

## Personaggi

Kobato e Ioryogi nell'anime

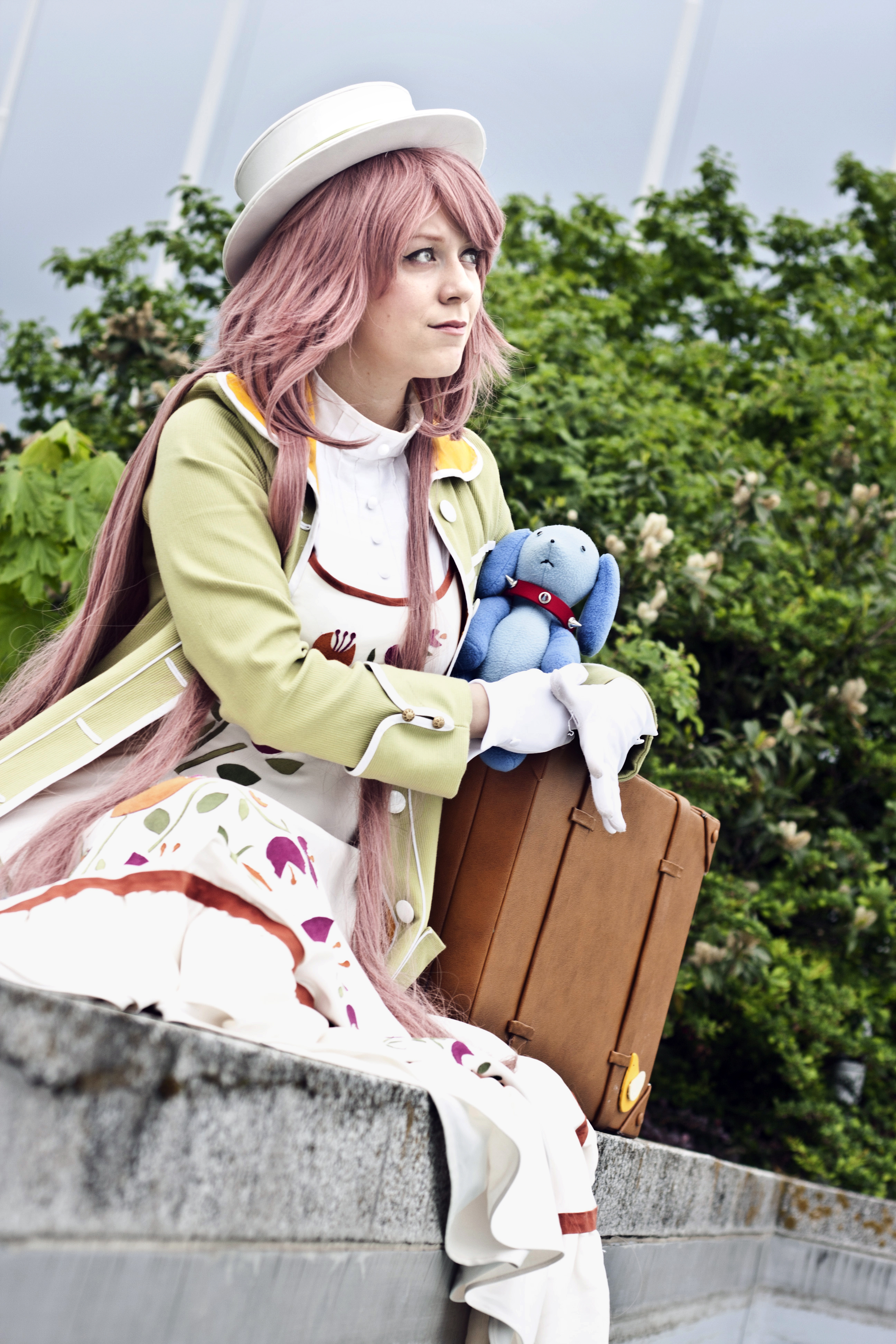
Cosplay di Kobato Hanato

Kobato Hanato (花戸 小鳩?, Hanato Kobato)
Una ragazza molto innocente il cui desiderio è quello di poter raggiungere un luogo a cui tiene molto. Per compiere questo desiderio lavora per un uomo, che le ha chiesto di riempire una particolare bottiglia con la sofferenza delle persone.
Kobato è molto spigliata e cerca sempre di aiutare gli altri, rivelando la sua vera personalità. È molto importante che non rimuova mai il suo cappello dalla testa, poiché nasconde il contratto che aveva stipulato con Ioryogi.
Ioryogi (いおりょぎ?, Ioryogi)
È il compagno di Kobato, dall'aspetto di un pupazzo blu a forma di cane. È inizialmente molto aggressivo nei confronti di Kobato, visto la sua eccessiva ingenuità, ma con il tempo capirà il suo carattere e i suoi sforzi per aiutare il prossimo.
Le sue origini sono sconosciute, ma è in grado di produrre un getto dalla sua bocca con cui attacca i nemici o gli aggressori. Ioryogi era inizialmente la mascot di Tsubaki Nekoi.
Kiyokazu Fujimoto (藤本 清和?, Fujimoto Kiyokazu)
Un ragazzo di circa 17 anni che lavora nello stesso asilo in cui lavora anche Kobato. Inizialmente non vede di buon occhio Kobato, ma con il tempo si affeziona a lei, come riconosce anche Sayaka, che lavora con entrambi.
Kobato riesce a sentire in lui della sofferenza che riesce a nascondere, anche se non viene rivelato altro. Vive nello stesso complesso di appartamenti di Kobato. L'anime lascia intendere che alla fine andrà a vivere con Kobato.
Sayaka Okiura (沖浦 清花?, Okiura Sayaka)
Responsabile e maestra dell'asilo Yomogi Nursery, in cui lavora Kobato. Conosce Kiyokazu da quando quest'ultimo aveva sette anni, anno in cui fu adottato da lei stessa. Anche Sakaya, secondo Kobato, nasconde della sofferenza causata da un uomo.
Chitose Mihara (三原 千歳?, Mihara Chitose)
Una donna molto cordiale e generosa che gestisce una serie di appartamente in cui vive Kobato. Chitose è sposata ed ha due figlie, Chise e Chiho. Questo personaggio si ispira alla Chitose Hibiya di Chobits, anch'essa proprietaria di una serie di appartamenti.
Chiho e Chise
Le figlie gemelle di Chitose, che dimostrano circa 12 anni. Come Chitose, sono personaggi ripresi da Chobits, cioè Freya e Erda. Ad ogni modo, in Kobato. sono delle ragazzine vere ed hanno un padre ed una madre.
Okiura (沖浦?, Okiura)
L'ex marito di Sayaka, che sembra essere in contatto con la yakuza.
Ginsei
Una misteriosa creatura proveniente dalla stessa dimensione di Ioryogi, dall'aspetto di volpe antropomorfa, che sembra essere il suo nemico. Porta una benda sul suo occhio destro, e dubita fortemente del legame che c'è tra Kobato e Ioryogi.
Genko
Un orso proveniente dalla dimensione di Ioryogi e Ginsei, che conosce bene entrambi. Gestisce un negozio sulla terra, e si sa che prima di avere questo aspetto era un aristocratico.
Hiroyasu Ueda (植田 弘康?, Ueda Hiroyasu)
È il proprietario del Chiroru Bakery, in cui lavora. È una persona molto gentile che spesso aiuta Kobato, per esempio durante il periodo natalizio, facendola lavorare con lui. Anch'egli con la sua assistente Omura Yumi provengono da Chobits.
Kohaku
L'angelo protagonista di Wish, che ritorna anche in Kobato. attraverso un crossover diretto. Conosce Genko, al cui negozio compra spesso dei dolci, e Ginsei, e spesso viene visto cantare. Vive con Shuichiro, la quinta reincarnazione di Shuiichiro Kudo, altro protagonista di Wish.
Domoto
Compagno di università di Fujimoto, è molto gentile e disponibile con tutte le persone che gli chiedono aiuto. È molto legato a Kobato e in seguito si dichiara a lei.

## Media

### Manga
Il manga è stato realizzato dalle CLAMP e serializzato dal 2005 sulla rivista Monthly Sunday Gene-X per poi proseguire dal 2006 al 2011 su Newtype. In seguito i vari capitoli sono stati raccolti in 6 volumi tankōbon pubblicati tra il 26 dicembre 2007 ed il 26 agosto 2011.
In Italia la serie è stata pubblicata da Edizioni BD sotto l'etichetta J-Pop dal 1º novembre 2009 al 4 febbraio 2012.
| Nº | Data di prima pubblicazione | Data di prima pubblicazione | Data di prima pubblicazione                                     | Data di prima pubblicazione                                                 |
| Nº | Giapponese                  | Giapponese                  | Italiano                                                        | Italiano                                                                    |
| -- | --------------------------- | --------------------------- | --------------------------------------------------------------- | --------------------------------------------------------------------------- |
| 1  | 26 dicembre 2007            | ISBN 978-4-04-713998-5      | 1º novembre 2009 (ed. limitata) 15 novembre 2009 (ed. regolare) | ISBN 978-88-6123-628-8 (ed. limitata) ISBN 978-88-6123-611-0 (ed. regolare) |
| 2  | 26 aprile 2008              | ISBN 978-4-04-715058-4      | 28 marzo 2010                                                   | ISBN 978-88-6123-638-7                                                      |
| 3  | 26 dicembre 2008            | ISBN 978-4-04-715146-8      | 30 giugno 2010                                                  | ISBN 978-88-6123-729-2                                                      |
| 4  | 26 dicembre 2009            | ISBN 978-4-04-715363-9      | 17 ottobre 2010                                                 | ISBN 978-88-6123-923-4                                                      |
| 5  | 25 dicembre 2010            | ISBN 978-4-04-715584-8      | 10 settembre 2011                                               | ISBN 978-88-6634-115-4                                                      |
| 6  | 26 agosto 2011              | ISBN 978-4-04-715741-5      | 4 febbraio 2012                                                 | ISBN 978-88-6634-203-8                                                      |

### Anime
Un adattamento anime prodotto dallo studio Madhouse e diretto da Mitsuyuki Masuhara, è stato trasmesso in Giappone su NHK dal 6 ottobre 2009 al 23 marzo 2010 per un totale di ventiquattro episodi.

#### Episodi
| Nº | Giapponese 「Kanji」 - Rōmaji                            | In onda          | In onda |
| Nº | Giapponese 「Kanji」 - Rōmaji                            | Giapponese       |         |
| 1  | 「...願う少女。」 - ...Negau shōjo.                      | 6 ottobre 2009   |         |
| 2  | 「...コンペイトウの輝き。」 - ...Konpeitō no kagayaki.   | 13 ottobre 2009  |         |
| 3  | 「...雨の贈りもの。」 - ...Ame no okurimono.             | 20 ottobre 2009  |         |
| 4  | 「...青葉のときめき。」 - ...Aoba no tokimeki.           | 27 ottobre 2009  |         |
| 5  | 「...ホタルのやくそく。」 - ...Hotaru no yakusoku.       | 10 novembre 2009 |         |
| 6  | 「...小さなかくれんぼ。」 - ...Chiisana kakurenbo.       | 17 novembre 2009 |         |
| 7  | 「...やさしいひと。」 - ...Yasashii hito.                | 24 novembre 2009 |         |
| 8  | 「...こねこの子守歌。」 - ...Koneko no komoriuta.        | 1º dicembre 2009 |         |
| 9  | 「...夏の記憶。」 - ...Natsu no kioku.                   | 8 dicembre 2009  |         |
| 10 | 「...オルガンと少年の日。」 - ...orugan to shōnen no hi. | 15 dicembre 2009 |         |
| 11 | 「...探偵 花戸小鳩。」 - ...Tantei hanato Kobato.        | 22 dicembre 2009 |         |
| 12 | 「...銀色の瞳。」 - ...Giniro no hitomi.                 | 5 gennaio 2010   |         |
| 13 | 「...天使と守り人。」 - ...Tenshi to mamoribito.         | 12 gennaio 2010  |         |
| 14 | 「...黄昏の探しもの。」 - ...Tasogare no sagashi mono.   | 19 gennaio 2010  |         |
| 15 | 「...秘めたる祈り。」 - ...Himetaru inori.               | 26 gennaio 2010  |         |
| 16 | 「...謎の生命体。」 - ...Nazo no seimeitai.              | 2 febbraio 2010  |         |
| 17 | 「...謎の生命体、2号。」 - ...Nazo no seimeitai, nigō.   | 9 febbraio 2010  |         |
| 18 | 「...木枯らしのぬくもり。」 - ...Kogarashi no nukumori.  | 16 febbraio 2010 |         |
| 19 | 「...ホワイトクリスマス。」 - ...Howaito Kurisumasu.     | 23 febbraio 2010 |         |
| 20 | 「...旅をするひと。」 - ...Tabi wo suru hito.            | 2 marzo 2010     |         |
| 21 | 「...春の足音。」 - ...Haru no ashioto.                  | 9 marzo 2010     |         |
| 22 | 「...さよならの日。」 - ...Sayonara no hi.               | 16 marzo 2010    |         |
| 23 | 「...こばとの願い。」 - ...Kobato no negai.              | 23 marzo 2010    |         |
| 24 | 「あした来る日...。」 - Ashita kuru nichi...             | 23 marzo 2010    |         |

#### Colonna sonora
Sigla di apertura
- Magic Number (マジックナンバー?) cantata da Maaya Sakamoto

Sigle di chiusura
- Jellyfish's Confession (ジェリーフィッシュの告白?) cantata da Megumi Nakajima (ep. 1–19)
- Watashi ni dekiru koto cantata da Megumi Nakajima
- Ashita kuru hi (あした来る日?) cantata da Kana Hanazawa (ep. 24)

Insert song
- Ashita kuru hi ~Ichō no ki no shita de~ (あした来る日~いちょうの木の下で?) cantata da Chiwa Saitō e Kana Hanazawa (ep. 13)
- Ashita kuru hi ~Yuku no furu machi de~ (あした来る日~雪の降る街で?) cantata da Kana Hanazawa (ep. 19)
- Ashita kuru hi (あした来る日?) cantata da Kana Hanazawa (ep. 1, 8)
- Kiiroi himawari (黄色いひまわり?) cantata da Kana Hanazawa con Yomogi Nursury (ep. 10, 15 e 21)